# Helga Dernesch

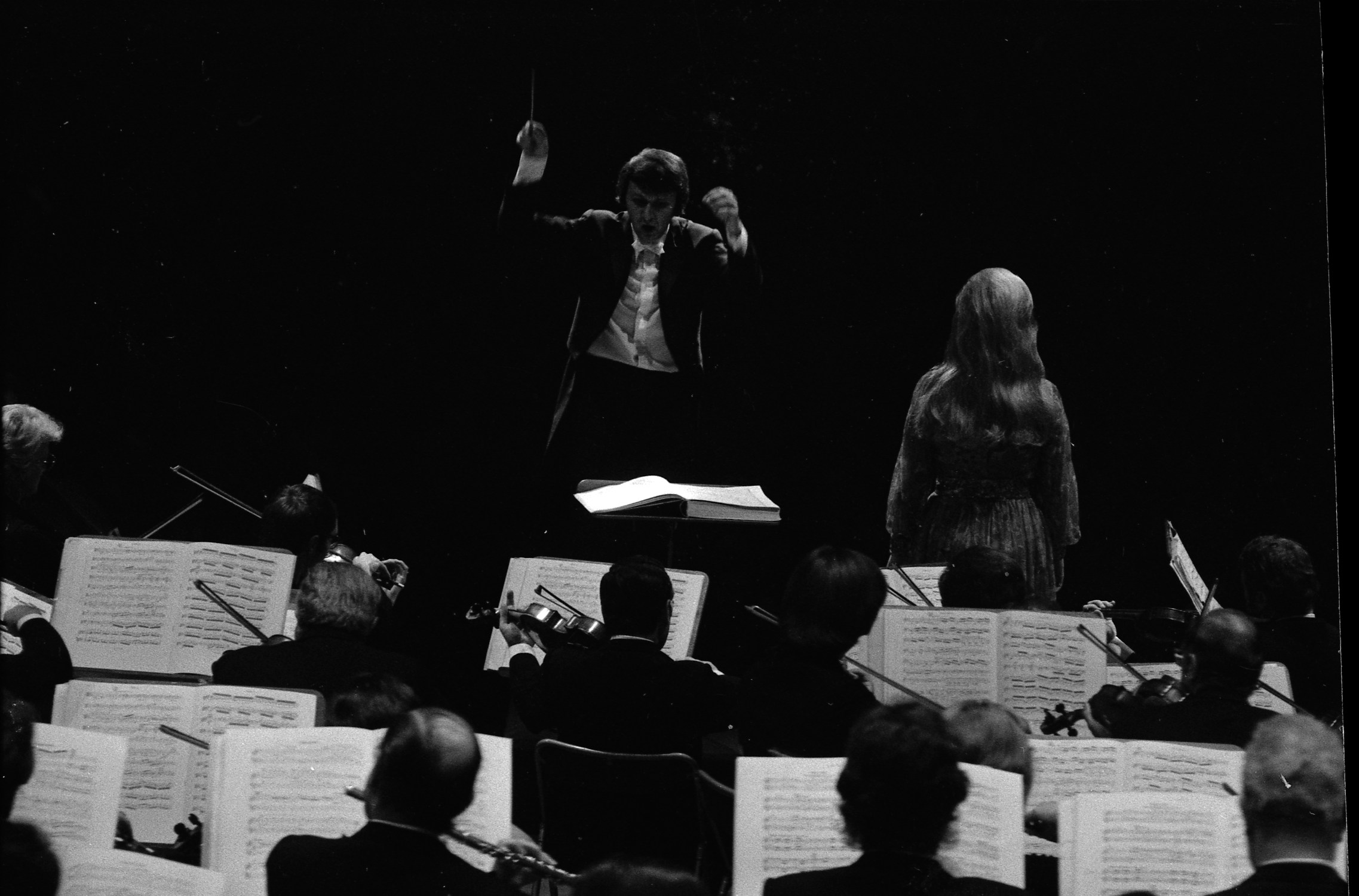
Concierto de la cantante Helga Dernesch en el Théâtre du Capitole (18 de noviembre de 1973) (Archives municipales de Toulouse)

Helga Dernesch es una soprano y mezzosoprano austríaca nacida en Viena el 3 de febrero de 1939. La cantante se inició como mezzosoprano pasando al registro de soprano lírica, luego soprano dramática y retornando al final de su carrera en roles de mezzosoprano de carácter.
Estudió en el Conservatorio de Viena debutando en Berna como Marina de Borís Godunov. Fue artista estable en Berna desde 1961-63, en Wiesbaden de 1964-66 y en Colonia hasta 1969. En 1965 fue Wellgunde en Der Ring des Nibelungen en el Festival de Bayreuth donde también cantó Elisabeth en Tannhäuser que luego grabó en la primera integral de la versión de Paris dirigida por Georg Solti.
En 1969 cantó en el Festival de Salzburgo iniciando una fructífera relación profesional con Herbert von Karajan que la instó a cantar papeles para soprano dramática wagneriana como Brünnhilde e Isolda. Cantó en el Metropolitan Opera de New York entre 1985 y 1995.
Artista regular de la Ópera Estatal de Baviera en Múnich allí cantó su primera Mariscala de El caballero de la rosa en 1977 y Goneril en la premier mundial de Lear de Aribert Reimann cantándolo luego en San Francisco junto a Thomas Stewart. En octubre de 2000 estrenó La casa de Bernarda Alba también de Reinmann sobre Garcia Lorca.
Ha cantado en Zürich, Ámsterdam, Glyndebourne, Londres, Paris, San Francisco, New York y Chicago como Leonore en Fidelio, Sieglinde y Brünnhilde en Die Walküre, Isolde en Tristan und Isolde, La tintorera en Die Frau ohne Schatten, Clytemnestra en Elektra, Kabanicha en Káťa Kabanová, Larina en Eugene Onegin. 
En los últimos años como mezzo de carácter ha interpretado Herodías en Salomé, Arabella, Mahagonny, La dama de picas y Dialogues des Carmélites.
Estuvo casada con el tenor Werner Krenn (1943-)

## Discografía de referencia
- Beethoven: Fidelio / Karajan
- Berlioz: Les Troyens (Casandra) / Albrecht
- Humperdinck: Hänsel und Gretel (la madre) / Solti (DVD)
- Schoeck: Penthesilea / Albrecht
- Reimann: Lear (Goneril) / Albrecht
- Strauss: Arabella / Jeffrey Tate
- Strauss: Arabella / Thielemann (DVD)
- Strauss: Der Rosenkavalier / C. Kleiber (Munich 1977)
- Strauss: Der Rosenkavalier (en inglés) / Gibson
- Wagner. Tannhäuser / Solti
- Wagner: Tristan und Isolde / Karajan
- Wagner: Siegfried / Karajan
- Wagner: Götterdämmerung / Karajan
- Wagner: Die Walküre (Acto 1) / Klemperer
- Weill: The Threepenny Opera / Mauceri